# Truus Hennipman
Geertruida Leonie (Truus) Hennipman-Cruiming (Amsterdam, 15 juni 1943 –  Leiderdorp, 17 augustus 2024) was een Nederlandse atlete, die gespecialiseerd was in de sprint. Zij nam eenmaal deel aan de Olympische Spelen en finishte bij die gelegenheid als lid van het nationale team op de 4 × 100 m estafette op een nipte vierde plaats net buiten het podium. Het Nederlandse record dat bij die gelegenheid door dit team werd gevestigd, bleef maar liefst bijna 44 jaar overeind. 

## Loopbaan
Hennipman veroverde, als Truus Cruiming nog, haar eerste nationale titel als junioratlete, toen zij in 1960 nationaal kampioene werd op de 100 m. Twee jaar later, op negentienjarige leeftijd, behaalde ze op deze afstand haar eerste medaille bij de senioren, een zilveren. Daar verzamelde zij er in de jaren die volgden nog eens drie van, alvorens zij op dit sprintonderdeel in 1968 ten slotte ook bij de senioren kampioene werd. Dubbelkampioene werd zij zelfs dat jaar, want ook op de 200 m veroverde zij goud. Hierop had zij in eerdere jaren echter al tweemaal eerder gezegevierd. 
Het jaar 1968 was sowieso een topjaar in de carrière van Truus Hennipman, want dat jaar werd zij ook uitgezonden naar de Olympische Spelen van Mexico-Stad. In haar individuele serie op de 100 m werd ze in de kwart-finale met een zevende plaats in 11,7 sec. uitgeschakeld en op de 200 m sneuvelde ze in de halve finale als achtste in 23,5 (serie 23,4). Op de 4 × 100 m estafette had ze met haar teamgenotes Wilma van den Berg, Mieke Sterk en Corrie Bakker meer succes. In hun serie kwamen ze tot 43,4 seconden, een evenaring van het wereldrecord dat de Amerikaanse ploeg even daarvoor had gelopen. Dit wereldrecord hield echter slechts een dag stand. De volgende dag liepen de teams van Amerika (42,87), Cuba (43,35) en de Sovjet-Unie (43,41) sneller. Nederland liep opnieuw 43,4 en werd vierde. In latere jaren werd dit omgezet in een elektronisch vergelijkbare 43,44.
Nadat deze tijd eerder in 2011 tijdens de WK in Daegu door een Nederlands estafetteteam al eens was geëvenaard, werd ten slotte in 2012 de beste Nederlandse prestatie ooit door Janice Babel, Kadene Vassell, Eva Lubbers en Jamile Samuel teruggebracht tot 42,90, waarmee er na bijna 44 jaar een eind kwam aan het bestaan van dit oudste nationale record.

Voor Truus Hennipman was Mexico 1968 het hoogtepunt van haar carrière. Evenals haar teamgenotes was zij individueel niet van wereldklasse, maar als team waren zij dat weer wel. Als coach fungeerde Wil Westphal, een zeer gedreven man. 
We hadden het jaar voor de Spelen verschrikkelijk hard getraind. Elke vrijdagavond kwamen we in de oude RAI in Amsterdam bij elkaar en dan trainden we op zaterdag en zondag in de duinen en op het strand bij het CIOS in Overveen. We hebben duizenden keren de wissels geoefend, die zaten er dan ook geheid in. Het is de verdienste van Westphal geweest dat hij ons zo wist te stimuleren. Daarbij konden wij goed met elkaar overweg, al waren we geen dikke vriendinnen. Maar we wilden allemaal graag naar Mexico en individueel zouden we het niet hebben gehaald.
Truus Hennipman overleed in 2024 op 81-jarige leeftijd.

## Nederlandse kampioenschappen
| onderdeel | Jaar             |
| --------- | ---------------- |
| 100 m     | 1968             |
| 200 m     | 1965, 1966, 1968 |

## Persoonlijke records
| Onderdeel | Prestatie | Datum           | Plaats      |
| --------- | --------- | --------------- | ----------- |
| 100 m     | 11,59 s   | 14 oktober 1968 | Mexico-Stad |
| 200 m     | 23,43 s   | 17 oktober 1968 | Mexico-Stad |
| 400 m     | 56,2 s    | 21 mei 1967     | Rotterdam   |

## Palmares

### 100 m
- 1962:  NK - 12,4 s
- 1965:  NK - 11,9 s
- 1966:  NK - 12,0 s
- 1967:  NK - 11,4 s
- 1968:  NK - 11,5 s
- 1968: 7e in ¼ fin.OS - 11,5 s

### 200 m
- 1963:  NK - 24,8 s
- 1965:  NK - 24,2 s
- 1966:  NK - 24,3 s
- 1966: 8e EK in Boedapest - 24,3 s (in ½ fin. 24,0 s)
- 1967:  NK - 23,7 s
- 1968:  NK - 23,8 s
- 1968: 8e in ½ fin. OS - 23,5 s (in serie 23,4 s)

### 4 × 100 m
- 1966: 7e EK - 45,6 s
- 1968: 4e OS - 43,44 s (NR)